# Operación Cóndor (Afganistán)
La Operación Cóndor (en inglés: Operation Condor) fue una importante operación dirigida por el mando británico en el sudeste de Afganistán. Comenzó el 17 de mayo de 2002 cuando una patrulla del Special Air Service Regiment (SASR) australiano fue emboscada. El Comando 45 británico voló entonces hasta allí para destruir a las fuerzas guerrilleras, que habían descubierto su posición.